# Tênis em cadeira de rodas nos Jogos Parapan-Americanos de 2007
O tênis em cadeira de rodas nos Jogos Parapan-americanos de 2007 aconteceu no Marapendi Country Club entre 13 e 17 de agosto. Foram disputados quatro torneios para atletas com perda de função substancial ou total em uma ou ambas as pernas ou ainda na categoria QUAD, quando têm no mínimo três membros afetados.

## Países participantes
Doze delegações foram representadas no tênis, totalizando 65 atletas.
| - ARG Argentina (5) - BRA Brasil (8) - CHI Chile (8) - COL Colômbia (5) - ECU Equador (4) - ESA El Salvador (4) | - USA Estados Unidos (9) - GUA Guatemala (4) - MEX México (4) - PER Peru (8) - PUR Porto Rico (5) - URU Uruguai (1) |

## Medalhistas
| Evento                     | Ouro                                                        | Prata                                     | Bronze                                             |
| -------------------------- | ----------------------------------------------------------- | ----------------------------------------- | -------------------------------------------------- |
| Simples masculino detalhes | Jon Rydberg USA Estados Unidos                              | Robinson Méndez Fuentes CHI Chile         | Carlos Alberto dos Santos BRA Brasil               |
| Duplas masculinas detalhes | Maurício Pommê Carlos Alberto dos Santos BRA Brasil         | Lee Hinson Jon Rydberg USA Estados Unidos | Guillermo Camusso Oscar Alberto Díaz ARG Argentina |
| Simples feminino detalhes  | Kaitlyn Verfuerth USA Estados Unidos                        | Beth Arnoult-Ritthaler USA Estados Unidos | Johana Martínez COL Colômbia                       |
| Duplas femininas detalhes  | Beth Arnoult-Ritthlaer Kaitlyn Verfuerth USA Estados Unidos | Samanta Bullock Rejane Cândida BRA Brasil | María Mardones María Ortiz CHI Chile               |

## Quadro de medalhas
| Ordem | País               | Medalha de ouro | Medalha de prata | Medalha de bronze |    |
| ----- | ------------------ | --------------- | ---------------- | ----------------- | -- |
| 1     | USA Estados Unidos | 3               | 2                |                   | 5  |
| 2     | BRA Brasil         | 1               | 1                | 1                 | 3  |
| 3     | CHI Chile          |                 | 1                | 1                 | 2  |
| 4     | ARG Argentina      |                 |                  | 1                 | 1  |
| 4     | COL Colômbia       |                 |                  | 1                 | 1  |
| TOTAL | TOTAL              | 4               | 4                | 4                 | 12 |